# Hussainpur
Hussainpur là một thị trấn thống kê (census town) của quận Kapurthala thuộc bang Punjab, Ấn Độ.

## Nhân khẩu
Theo điều tra dân số năm 2001 của Ấn Độ, Hussainpur có dân số 15.343 người. Phái nam chiếm 54% tổng số dân và phái nữ chiếm 46%. Hussainpur có tỷ lệ 76% biết đọc biết viết, cao hơn tỷ lệ trung bình toàn quốc là 59,5%: tỷ lệ cho phái nam là 78%, và tỷ lệ cho phái nữ là 75%. Tại Hussainpur, 16% dân số nhỏ hơn 6 tuổi.